# Kyseliwka (rejon koriukowski)
Kyseliwka (ukr. Киселівка) – wieś na Ukrainie, w obwodzie czernihowskim, w rejonie koriukowskim, w hromadzie Mena. W 2021 liczyła 902 mieszkańców, spośród których 890 wskazało jako ojczysty język ukraiński.